# Ru Shou
Ru Shou (chinesisch 蓐收, Pinyin Rù Shōu, W.-G. Ju Shou) ist ein chinesischer Botengott und – neben Gou Mang (句芒,  Gōu Máng) – Sendbote des Himmelsgottes, der Strafe und Unheil verkündet. Ru Shou steht für die Jahreszeit Herbst und die Himmelsrichtung Westen. Sein Attribut ist der doppelte Drache.

## Weblink
- Ru Shou bei pantheon.org